# Музей Никоса Казандзакиса
Музей Никоса Казандзакиса (греч. Μουσείο Νίκου Καζαντζάκη) — мемориальный музей греческого писателя и мыслителя Никоса Казандзакиса в местечке Миртья, в двадцати километрах южнее города Ираклиона на острове Крит, в Греции.

## История
Музей был основан в 1983 году Йоргосом Анемойаннисом и задумывался как место, способное вместить и сохранить экспонаты, литературное и эпистолярное наследие, связанное с именем писателя и мыслителя Никоса Казандзакиса.
До времени учреждения музея Казандзакиса, единственным местом, где посетители могли ознакомиться с наследием мыслителя, была небольшая экспозиция в Историческом музее Крита, в особняке Калокайриннос в Ираклионе, создание которой сам Казандзакис завещал ещё в 1956 году.
Селение Миртья, в двадцати километрах южнее от Ираклиона, было выбрано под экспозицию не случайно, — родовые корни семьи Казандзакисов происходят именно из него. На месте бывшего дома своего отца Йоргос Анемойаннис, земляк Казандзакиса, выстроил отдельное здание музея, который был торжественно открыт 27 июня 1983 года.
В 2009 году музей был капитально реконструирован и в настоящее время предлагает посетителям новую экспозицию своих коллекций. В реконструкции музея приняли участие архитекторы И. Псомадакис и М. Марину, графический дизайн выполнил Д. Калокирис, а автором текстов и редактором выступила доктор Л. Хадзопулу.
Проект финансируется Европейским фондом регионального развития (80 %) и национальными фондами (20 %).